# Canaceidae
Famille
Synonymes
- Canacidae Jones, 1906 (préféré par BioLib)[1]

Les Canaceidae sont une famille de diptères.

## Liste des genres et espèces
Selon World Register of Marine Species (14 mars 2013) :
- sous famille Canacinae
  - tribu Canacini
    - Canace
      - Canace actites
      - Canace nasica
      - Canace rossii
      - Canace salonitana
      - Canace zvuv

  - tribu Dynomiellini
    - Canacea
      - Canacea macateei
      - Canacea currani
      - Canacea aldrichi
      - Canacea snodgrassii

    - Chaetocanace
      - Chaetocanace brincki
      - Chaetocanace biseta

    - Dynomiella
      - Dynomiella cala
      - Dynomiella glauca
      - Dynomiella spinosa
      - Dynomiella stuckenbergi

    - Isocanace
      - Isocanace albiceps
      - Isocanace australis
      - Isocanace briani
      - Isocanace flava

    - Trichocanace
      - Trichocanace atra
      - Trichocanace marksae
      - Trichocanace sinensis

    - Xanthocanace
      - Xanthocanace capensis
      - Xanthocanace kaplanorum
      - Xanthocanace magna
      - Xanthocanace nigrifrons
      - Xanthocanace orientalis
      - Xanthocanace pollinosa
      - Xanthocanace ranula
      - Xanthocanace sabroskyi
      - Xanthocanace seoulensis
      - Xanthocanace zeylanica
- sous-famille Apetaeninae
  - Apetaenus
    - Apetaenus litoralis
    - Apetaenus litoralis marionensis
    - Apetaenus litoralis watsoni
    - Apetaenus enderleini
    - Apetaenus australis
    - Apetaenus littoreus
- sous-famille Horaismopterinae
  - Horaismoptera
    - Horaismoptera hennigi
    - Horaismoptera microphthalma'
    - Horaismoptera vulpina

  - Tethinosoma
    - Thetinosomo fulvifrons'
- sous-famille Nocticanacinae
  - Canaceoides
    - Canaceoides angulatus
    - Canaceoides balboai
    - Canaceoides hawaiiensis
    - Canaceoides nudatus
    - Canaceoides panamensis
    - Canaceoides scutellatus
    - Canaceoides setosus
    - Canaceoides spinosus
    - Canaceoides tenuistylus

  - Nocticanace
    - Nocticanace actites
    - Nocticanace arnaudi
    - Nocticanace ashlocki
    - Nocticanace caffraria
    - Nocticanace cancer
    - Nocticanace chilensis
    - Nocticanace curioi
    - Nocticanace cyclura
    - Nocticanace danjoensis
    - Nocticanace danvini
    - Nocticanace flavipalpis
    - Nocticanace galapagensis
    - Nocticanace hachijuoensis
    - Nocticanace japonicus
    - Nocticanace litoralis
    - Nocticanace littorea
    - Nocticanace mahensis
    - Nocticanace malayensis
    - Nocticanace marshallensis
    - Nocticanace pacificus
    - Nocticanace panamensis
    - Nocticanace peculiaris
    - Nocticanace propristyla
    - Nocticanace scapanius
    - Nocticanace sinaiensis
    - Nocticanace sinensis
    - Nocticanace spinicosta
    - Nocticanace takagii
    - Nocticanace taprobane
    - Nocticanace texensis
    - Nocticanace usingeri
    - Nocticanace wirthi
    - Nocticanace zimmermani

  - Paracanace
    - Paracanace aicen
    - Paracanace blantoni
    - Paracanace cavagnaroi
    - Paracanace hoguei
    - Paracanace lebam
    - Paracanace maritima
    - Paracanace oliveirai

  - Procanace
    - Procanace acuminata
    - Procanace aestuaricola
    - Procanace bifurcata
    - Procanace canzonerii
    - Procanace cogani
    - Procanace confusa
    - Procanace constricta
    - Procanace cressoni
    - Procanace dianneae
    - Procanace flavescens
    - Procanace flaviantennalis
    - Procanace fulva
    - Procanace gressitti
    - Procanace grisescens
    - Procanace hendeli
    - Procanace mcalpinei
    - Procanace nakazatoi
    - Procanace nigroviridis
    - Procanace novaeguineae
    - Procanace pauliani
    - Procanace pninae
    - Procanace quadrisetosa
    - Procanace rivalis
    - Procanace suigoensis
    - Procanace taiwanensis
    - Procanace townesi
    - Procanace williamsi
    - Procanace wirthi
- sous-famille Tethininae
  - Afrotethina
    - Afrotethina aemiliani
    - Afrotethina aurisetulosa
    - Afrotethina brevicostata
    - Afrotethina femoralis
    - Afrotethina kaplanae
    - Afrotethina martinezi
    - Afrotethina persimilis
    - Afrotethina stuckenbergi

  - Dasyrhicnoessa
    - Dasyrhicnoessa adelpha
    - Dasyrhicnoessa aquila
    - Dasyrhicnoessa atripes
    - Dasyrhicnoessa bicolor
    - Dasyrhicnoessa boninensis
    - Dasyrhicnoessa celata
    - Dasyrhicnoessa ciliata
    - Dasyrhicnoessa clandestina
    - Dasyrhicnoessa ferruginea
    - Dasyrhicnoessa fulva
    - Dasyrhicnoessa fulvescens
    - Dasyrhicnoessa humilis
    - Dasyrhicnoessa insularis
    - Dasyrhicnoessa longisetosa
    - Dasyrhicnoessa macalpinei
    - Dasyrhicnoessa mathisi
    - Dasyrhicnoessa ostentatrix
    - Dasyrhicnoessa pallida
    - Dasyrhicnoessa platypes
    - Dasyrhicnoessa priapus
    - Dasyrhicnoessa serratula
    - Dasyrhicnoessa sexseriata
    - Dasyrhicnoessa tripunctata
    - Dasyrhicnoessa vockerothi
    - Dasyrhicnoessa yoshiyasui

  - Plesiotethina
    - Plesiothetina Australis

  - Pseudorhicnoessa
    - Pseudorhicnoessa rattii
    - Pseudorhicnoessa spinipes

  - Sigaloethina
    - Sigaloethina endiomena
    - Sigaloethina phaia

  - Tethina
    - Tethina acrostichalis
    - Tethina albitarsa
    - Tethina alboguttata
    - Tethina albosetulosa
    - Tethina albula
    - Tethina amphitrite
    - Tethina angustifrons
    - Tethina angustipennis
    - Tethina brasiliensis
    - Tethina callosirostris
    - Tethina canzonerii
    - Tethina carioca
    - Tethina cinerea
    - Tethina cohiba
    - Tethina czernyi
    - Tethina dubiosa
    - Tethina dunae
    - Tethina ferruginea
    - Tethina flavigenes
    - Tethina flavoidea
    - Tethina gatti
    - Tethina gobii
    - Tethina grisea
    - Tethina grossipes
    - Tethina guttata
    - Tethina heringi
    - Tethina hirsuta
    - Tethina histrica
    - Tethina horripilans
    - Tethina illota
    - Tethina incisuralis
    - Tethina inopinata
    - Tethina insulans
    - Tethina intermedia
    - Tethina karatasensis
    - Tethina lisae
    - Tethina litocola
    - Tethina longilabella
    - Tethina longirostris
    - Tethina lusitanica
    - Tethina luteosetosa
    - Tethina mariae
    - Tethina marmorata
    - Tethina melitensis
    - Tethina merzi
    - Tethina milichioides
    - Tethina mima
    - Tethina minoia
    - Tethina minutissima
    - Tethina multipilosa
    - Tethina munarii
    - Tethina nigripes
    - Tethina nigriseta
    - Tethina nigrofemorata
    - Tethina ochracea
    - Tethina omanensis
    - Tethina orientalis
    - Tethina pallidiseta
    - Tethina pallipes
    - Tethina parvula
    - Tethina penita
    - Tethina pictipennis
    - Tethina pleuralis
    - Tethina prognatha
    - Tethina robusta
    - Tethina saigusai
    - Tethina salinicola
    - Tethina sasakawai
    - Tethina seriata
    - Tethina shalom
    - Tethina simplex
    - Tethina soikai
    - Tethina spinigera
    - Tethina spinulosa
    - Tethina stobaeana
    - Tethina strobliana
    - Tethina stukei
    - Tethina subpunctata
    - Tethina tamaricis
    - Tethina tethys
    - Tethina thula
    - Tethina tschirnhausi
    - Tethina variseta
    - Tethina xanthopoda
    - Tethina yaromi
    - Tethina yemenensis

  - Thitena
    - Thitena cadaverina
- sous-famille Zaleinae
  - Suffomyia
    - Suffomyia dancei
    - Suffomyia ismayi
    - Suffomyia sabroskyi
    - Suffomyia scutellaris

  - Zalea
    - Zalea horningi
    - Zalea major
    - Zalea minor

## Liste des sous-familles
Selon ITIS (14 mars 2013) :
- sous-famille Canacinae
- sous-famille Nocticanacinae